# Look Back
Look Back (рус. Взгляд назад) -  песня норвежской певицы Туне Дамли из пятого студийного альбома Looking Back (2012), выпущенная в Норвегии 27 апреля 2012 года, которая поднялась в норвежском чарте синглов до 8-й позиции.

## Видео
Видео на песню было представлено на Youtube 29 января 2012 на официальном канале издателя. Режиссёром клипа выступил Алекс Херрон.

## Список композиций
Цифровая дистрибуция
| №  | Название    | Автор(ы)                    | {{{extra_column}}} | Длительность |
| -- | ----------- | --------------------------- | ------------------ | ------------ |
| 1. | «Look Back» | David Eriksen, Ina Wroldsen | David Eriksen      | 3:59         |

## Позиции в чартах
| Чарт (2012)            | Пик |
| ---------------------- | --- |
| Norwegian Albums Chart | 8   |

## История релизов
| Страна   | Дата выпуска   | Форматы              | Лейбл           |
| -------- | -------------- | -------------------- | --------------- |
| Норвегия | 27 апреля 2012 | Цифровая дистрибуция | Eccentric Music |